# متلازمة نزاهة الهوية الجسدية
متلازمة نزاهة الهوية الجسدية (بالإنجليزية: Body integrity identity disorder) هو اضطراب متسم برغبة الشخص بأن يكون معوقًا أو بشعوره بعدم الراحة إزاء صحته الجسدية، إذ تبدأ أعراضه في مرحلة المراهقة المبكرة وينطوي على نتائج مؤذية. يرتبط اضطراب تكامل هوية الجسم بالذهان التخيلي الجسدي. قد يُطلق الأشخاص المصابين بهذا الاضطراب على أنفسهم لقب «العابرين جسديًا».

## العلامات والأعراض
يُعتبر اضطراب تكامل هوية الجسم واحدًا من الحالات الطبية النادرة التي لا تجري دراستها بشكل منتظم، إذ تنطوي هذه الحالة على تضارب بين صورة الجسم العقلية والجسم المادي، وتتسم بوجود رغبة شديدة في بتر أحد الأطراف كالساق مثلًا أو رغبة الشخص في أن يصبح أعمى أو أصم. قد يختبر المصاب إحساسًا بالاستثارة الجنسية جنبًا إلى جنب مع رغبته في فقدان أحد أطرافه أو حواسه.
يتصرف بعض المصابون وفقًا لرغباتهم فيتظاهرون أن أحد أطرافهم مبتور ويستخدمون أطرافًا صناعيةً وأدوات أخرى بغية التخفيف من رغبتهم تلك. أبلغ بعض الأشخاص ممن يعانون من اضطراب تكامل هوية الجسم -لوسائل الإعلام أو من خلال مقابلات هاتفية مع الباحثين- عن لجوئهم للبتر الذاتي لطرف «غير ضروري»، وذلك من خلال دهسه بواسطة قطار مثلًا أو إتلافه بطريقة تجبر الجراحين على بتره. لم تذكر الأدبيات الطبية سوى حالات نادرة من البتر الذاتي الفعلي.
يطوّر الأشخاص المصابون بهذا الاضطراب رغبتهم في بتر أحد أطرافهم عمومًا في مرحلة الطفولة بين الثمانية والإثني عشر عامًا، ويرجح أنهم يعرفون شخصًا مبتورًا في تلك المرحلة. وفي المقابل، يميل الأشخاص المصابون باضطراب تكامل هوية الجسم إلى طلب العلاج في مرحلة متقدمة من العمر. يُعتبر الذكور أكثر عرضةً للإصابة بهذا الاضطراب عمومًا. تبيّن وجود علاقة بين البارافيليا واضطراب تكامل هوية الجسم على الرغم من غياب الأدلة التي تشير إلى ارتباط هذا الاضطراب بالتفضيلات الجنسية عمومًا. يوجد ارتباط ضعيف بين اضطراب تكامل هوية الجسم واضطرابات الشخصية. لا يُعد التاريخ النفسي للعائلة مهمًا في هذا السياق، ولا يُعتبر موقع الطرف أو الأطراف التي يريد المصاب بترها مهمًا، فالأمر لا يتعلق بأي صدمات سابقة متعلقة بالطرف غير المرغوب فيه.

## الأسباب
أصبح السبب الكامن وراء الإصابة بهذا الاضطراب ضبابيًا وموضع بحث مستمر منذ عام 2014.

## التشخيص
لا يوجد أي معايير تشخيصية رسمية اعتبارًا من عام 2014.

### التصنيف
لم تتضح طبيعة اضطراب تكامل هوية الجسم -سواء كان اضطراب نفسي أو شكل من أشكال التنوع البشري- منذ عام 2014. دار جدل حول تضمينه في الدليل التشخيصي والإحصائي للاضطرابات النفسية (الطبعة الخامسة)، إذ انتهى الجدل بعدم إضافته إليه أو إلى التصنيف الدولي للأمراض (الطبعة العاشرة). أُضيف اضطراب تكامل هوية الجسم إلى التصنيف الدولي للأمراض (الطبعة الحادية عشر)، ولم يصل إلى مفهوم مستقر حتى شهر يونيو في عام 2018 تحت اسم «اضطراب تكامل هوية الجسم». ماتزال الأخلاقيات المتعلقة بالبتر الجراحي للأطراف غير المرغوب فيها لدى الأشخاص المصابين بهذا الاضطراب أمرًا صعبًا ومثيرًا للجدل.